# Real Fuerza Aérea del Ejército Húngaro
La Real Fuerza Aérea del Ejército Húngaro (en húngaro: Magyar Királyi Honvéd Légierő) era la fuerza aérea del Reino de Hungría. Estuvo activa entre 1938 y 1945 y participó en la Segunda Guerra Mundial.

## Aviones

### Cazas
- MÁVAG Héja I / II
- Fiat CR.32
- Fiat CR.42
- Messerschmitt Bf 109
- Reggiane Re 2000

#### Cazas Pesados
- Messerschmitt Me 210
- Messerschmitt Me 410
- Messerschmitt Bf 110

#### Bombarderos
- Dornier Do 17
- Heinkel He 111
- Junkers Ju 86
- Junkers Ju 88
- Junkers Ju 188

#### Reconocimiento
- IMAN Ro.37